# Dysderina desultrix
Dysderina desultrix là một loài nhện trong họ Oonopidae.
Loài này thuộc chi Dysderina. Dysderina desultrix được Eugen von Keyserling miêu tả năm 1881.